# Södra Hagalund
Södra Hagalund is een metrostation in aanbouw in de Zweedse gemeente Solna. Het station is onderdeel van het initiële deel van de gele route. De aanleg is begonnen in 2020, de oplevering staat gepland voor 2028.
(Alvsjö)·
(Östberga Årstafältet) ·
(Årstaberg) ·
(Liljeholmen) ·
(Hornstull) ·
(Fridhemsplan) ·
Odenplan ·
Hagastaden ·
Södra Hagalund ·
Arenastaden ·
(Järva krog) ·
(Bergshamra) ·
(Danderyds sjukhus) ·